# Morti nel 1964/Dicembre
| Questa pagina contiene informazioni ricavate automaticamente dalle voci biografiche con l'ausilio del template Bio e di un bot. L'aggiornamento è periodico e automatico e ricostruisce completamente la pagina. Se manca una persona in questa lista, sei pregato di non aggiungerla, ma accertati piuttosto che la sua voce biografica contenga il template Bio e che i dati anagrafici siano correttamente compilati. Se il template Bio manca, inseriscilo tu stesso o, in alternativa, metti l'avviso {{tmp\|Bio}} che ne segnala la mancanza. Se i dati riportati sono sbagliati, correggi direttamente la voce biografica; le modifiche saranno visibili in questa lista entro pochi giorni. Per chiarimenti vedi il progetto biografie. La lista contiene solo le 78 persone che sono citate nell'enciclopedia e per le quali è stato implementato correttamente il template Bio. Pagina aggiornata al 3 mar 2024. |

- 1º dicembre - Maria Clementina Anuarite Nengapeta, religiosa della Repubblica Democratica del Congo (n. 1939)
- 1º dicembre - Bruno Boari, scultore, pittore e medaglista italiano (n. 1896)
- 1º dicembre - John Burdon Sanderson Haldane, biologo e genetista inglese (n. 1892)
- 1º dicembre - Bertil Sandström, cavaliere svedese (n. 1887)
- 1º dicembre - Charilaos Vasilakos, maratoneta e marciatore greco (n. 1875)
- 2 dicembre - Vincent Ardissone, dirigente sportivo e imprenditore italiano (n. 1885)
- 2 dicembre - Roger Bissière, artista francese (n. 1886)
- 2 dicembre - Genrich Barduchmiosovič Oganesjan, regista sovietico (n. 1918)
- 3 dicembre - Nils Backlund, pallanuotista svedese (n. 1896)
- 4 dicembre - Ludwig Flamm, fisico austriaco (n. 1885)
- 4 dicembre - Alexander Kerr, esploratore, ingegnere e militare britannico (n. 1892)
- 4 dicembre - Pina Pellicer, attrice cinematografica messicana (n. 1934)
- 4 dicembre - Vera Schwarz, soprano croato (n. 1889)
- 6 dicembre - Evert van Linge, calciatore e architetto olandese (n. 1895)
- 6 dicembre - Consuelo Vanderbilt,  statunitense (n. 1877)
- 7 dicembre - Nikolaj Nikolaevič Aničkov, patologo russo (n. 1885)
- 7 dicembre - Sepp Kerschbaumer, terrorista italiano (n. 1913)
- 8 dicembre - Christine Collins,  statunitense (n. 1888)
- 8 dicembre - Cecil Street, scrittore britannico (n. 1884)
- 8 dicembre - George Worthington, tennista e allenatore di tennis australiano (n. 1928)
- 8 dicembre - Gustav Wyneken, pedagogo e scrittore tedesco (n. 1875)
- 9 dicembre - Leone Boccali, giornalista italiano (n. 1902)
- 9 dicembre - Louis Giddings, archeologo statunitense (n. 1909)
- 9 dicembre - Edith Sitwell, poetessa e saggista inglese (n. 1887)
- 10 dicembre - Lars Christensen, armatore e filantropo norvegese (n. 1884)
- 10 dicembre - Charles Samuel Franklin, inventore inglese (n. 1879)
- 11 dicembre - Sam Cooke, cantante, compositore e produttore discografico statunitense (n. 1931)
- 11 dicembre - Percy Kilbride, attore statunitense (n. 1888)
- 11 dicembre - Alma Mahler Schindler, compositrice e scrittrice austriaca (n. 1879)
- 12 dicembre - Otto Ciliax, ammiraglio tedesco (n. 1891)
- 12 dicembre - Aldo Corazza, pioniere dell'aviazione italiano (n. 1878)
- 13 dicembre - Ernesto Almirante, attore italiano (n. 1877)
- 13 dicembre - Julius Ussy Engelhard, illustratore e pittore tedesco (n. 1883)
- 13 dicembre - Jenő Fekete, calciatore ungherese (n. 1910)
- 13 dicembre - Pedro Petrone, calciatore uruguaiano (n. 1905)
- 14 dicembre - William Bendix, attore statunitense (n. 1906)
- 14 dicembre - Francisco Canaro, compositore argentino (n. 1888)
- 14 dicembre - Ralph Horner, politico e imprenditore canadese (n. 1884)
- 14 dicembre - Franz Moßhammer, politico austriaco (n. 1882)
- 14 dicembre - Enrico Roselli, politico italiano (n. 1909)
- 15 dicembre - Giovanni Battista Crema, pittore italiano (n. 1883)
- 15 dicembre - Fernand De Visscher, giurista e archeologo belga (n. 1885)
- 15 dicembre - Tilde Kassay, attrice italiana (n. 1887)
- 16 dicembre - Phil Davis, fumettista statunitense (n. 1906)
- 16 dicembre - Keith Clifford Hall, ottico britannico (n. 1910)
- 16 dicembre - Giuseppe Pacotto, scrittore italiano (n. 1899)
- 17 dicembre - Victor Franz Hess, fisico austriaco (n. 1883)
- 19 dicembre - Ernie Hamilton, giocatore di lacrosse canadese (n. 1883)
- 19 dicembre - Hugon Hanke, politico polacco (n. 1904)
- 20 dicembre - Augusto Rosso, diplomatico italiano (n. 1885)
- 20 dicembre - Luigi Russo, prefetto, politico e generale italiano (n. 1882)
- 21 dicembre - Frank Buckley, calciatore e allenatore di calcio inglese (n. 1882)
- 21 dicembre - Algernon Kingscote, tennista britannico (n. 1888)
- 21 dicembre - Miroslav Lukić, calciatore jugoslavo (n. 1909)
- 21 dicembre - John Hyacinth Power, erpetologo e botanico irlandese (n. 1884)
- 21 dicembre - Reinhold Trampler, schermidore austriaco (n. 1877)
- 21 dicembre - Carl Van Vechten, scrittore e fotografo statunitense (n. 1880)
- 22 dicembre - Luigi Tamburrano, politico italiano (n. 1894)
- 22 dicembre - Paul Tournon, architetto francese (n. 1881)
- 23 dicembre - Nathan Asch, scrittore statunitense (n. 1902)
- 23 dicembre - Jean Bourgknecht, avvocato e politico svizzero (n. 1902)
- 23 dicembre - Väinö Bremer, aviatore, pentatleta e sciatore di pattuglia militare finlandese (n. 1899)
- 23 dicembre - Arrigo Pedrollo, pianista, direttore d'orchestra e compositore italiano (n. 1878)
- 23 dicembre - Raymond Rasch, compositore statunitense (n. 1917)
- 26 dicembre - Johnny Helgesen, calciatore norvegese (n. 1897)
- 27 dicembre - Francesco Spoto, presbitero italiano (n. 1924)
- 28 dicembre - Kees Bekker, calciatore olandese (n. 1883)
- 28 dicembre - Géza Takács, allenatore di calcio e calciatore ungherese (n. 1899)
- 29 dicembre - Guy Hedlund, attore statunitense (n. 1884)
- 29 dicembre - Rofū Miki, poeta e saggista giapponese (n. 1889)
- 29 dicembre - Bernard von Brentano, scrittore tedesco (n. 1901)
- 30 dicembre - Hans Gerhard Creutzfeldt, neurologo tedesco (n. 1885)
- 30 dicembre - Mary Kelly, supercentenaria statunitense (n. 1851)
- 30 dicembre - Leo Tover, direttore della fotografia statunitense (n. 1902)
- 31 dicembre - William R. D. Fairbairn, medico e psicoanalista britannico (n. 1889)
- 31 dicembre - Henry Maitland Wilson, generale britannico (n. 1881)
- 31 dicembre - Gertrude Michael, attrice statunitense (n. 1911)
- 31 dicembre - Ólafur Thors, politico islandese (n. 1892)